# (90274) 2003 CH20
(90274) 2003 CH20 es un asteroide perteneciente al cinturón de asteroides, descubierto el 9 de febrero de 2003 por el equipo del JPL/GEODSS NEAT desde el Observatorio Palomar, California, Estados Unidos.

## Designación y nombre
Designado provisionalmente como 2003 CH20.

## Características orbitales
2003 CH20 está situado a una distancia media del Sol de 2,312 ua, pudiendo alejarse hasta 2,561 ua y acercarse hasta 2,063 ua. Su excentricidad es 0,108 y la inclinación orbital 7,984 grados. Emplea 1284,16 días en completar una órbita alrededor del Sol.
Pertenece a la familia de asteroides de (4) Vesta.

## Características físicas
La magnitud absoluta de 2003 CH20 es 16,23. Tiene un diámetro de 2,381 Km y un albedo geométrico de 0,124.